# SR Fernsehen
SR Fernsehen est une chaîne de télévision généraliste régionale allemande éditée par la Saarländischer Rundfunk, organisme de droit public. Elle cible les populations du land de Sarre.
Cette chaîne de format généraliste est un des neuf « Dritten Fernsehprogramme » (troisième programme de télévision) émettant dans les différents länder. De fait, en Allemagne, on désigne sous cet intitulé les chaînes de télévision régionales publiques, qui occupent systématiquement la troisième position dans leur land respectif.

## Histoire de la chaîne
La Saarländischer Rundfunk (SR) est une des trois entités à l'origine de Südwest 3 (devenue SWR Fernsehen), chaîne de télévision régionale née en 1969 et ciblant à ses débuts les populations du Bade-Wurtemberg, de Rhénanie-Palatinat et de Sarre. En 1998, SR décide de créer une chaîne de télévision propre au land de Sarre. Après une courte période de tests, SR Fernsehen Südwest commence à émettre de façon régulière à partir du 1er septembre 1998. Elle est rebaptisée SR Fernsehen en 2006.

## Identité visuelle

### Logos

Logo de SR Fernsehen de 2006 à 2023.
Logo de SR Fernsehen à partir de 2023.

## Organisation
Comme chacune de ces chaînes de télévision, SR Fernsehen est associée au sein d'un organisme commun, ARD (Communauté de travail des établissements de radiodiffusion de droit public de la République Fédérale d’Allemagne), et une partie de ses programmes sert à alimenter la première chaîne de télévision allemande, Das Erste.

## Programmes
La grille des programmes, qui se base sur de nombreuses productions de Südwestrundfunk en sus de celles de Saarländischer Rundfunk, comprend des séries, des émissions culturelles, des débats, des dessins animés, des variétés, des reportages et des bulletins d'information régionale. Comme chaque chaîne de télévision membre de ARD, SR Fernsehen reprend chaque soir à 20 heures le journal télévisé de la première chaîne, Das Erste. Parmi les programmes phares de la chaîne figurent en bonne place Aktueller Bericht (informations régionales), SportArena (sport), Wir im Saarland (culture) et Alfons und Gäste (divertissement).  

## Diffusion
SR Fernsehen est diffusée sur le réseau hertzien en Sarre, mais également en clair par satellite (uniquement en numérique) ainsi que sur les différents réseaux câblés. La chaîne peut ainsi être reçue librement dans l'ensemble du pays, mais aussi dans une grande partie de l'Europe, via le système de satellites Astra.